# 함재희
함재희(1981년 4월 12일 ~ )는 대한민국의 연기자이다.

## 학력
- 서경대학교 연극영화학과
- 세종사이버대학교 부동산경영학과

## 출연 작품

### 드라마
- 1999년 KBS2 《지구용사 벡터맨》 - 베어 역 (2기)
- 2000년 SBS 《웬만해선 그들을 막을 수 없다》 - 함재희 역
- 2005년 SBS 《불량 주부》
- 2009년 MBC 《내조의 여왕》 - 공영민 역

### 영화
- 《은장도》(2003년) - 동주 역
- 《캬라멜》(2007년)

### 뮤직비디오
- 다비치 - 사랑과 전쟁 (2008년)
- 포맨 - 똑똑똑 (2009년)
- 박성민 - Beautiful Girl (2011년)

### CF
- 버거킹 - 크레이지킹 (2001년)
- 오리온 - 고소미 (2003년)
- KT - 네스팟 스윙 (2004년)